# Geriatriezentrum Baumgarten

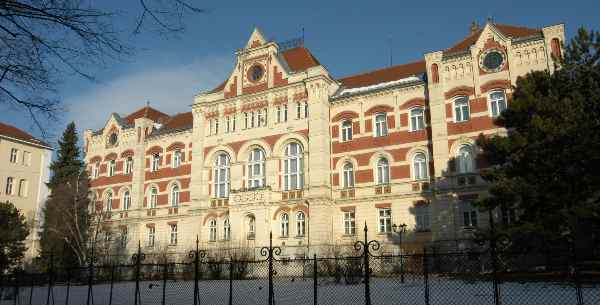
Ehemalige Kaiser-Franz-Joseph-Landwehrkaserne, heutiges Büro der Bezirksvorstehung

Die Kaiser-Franz-Joseph-Landwehrkaserne befand sich im 14. Wiener Gemeindebezirk in der Hütteldorfer Straße 188. Danach war das Geriatriezentrum Baumgarten darin beheimatet. Heute befindet sich die Bezirksvorstehung für den 14. Wiener Gemeindebezirk Penzing darin.

## Geschichte

### Nutzung als Landwehrkommando
Die Kaiser-Franz-Josef-Landwehrkaserne 1901 wurde nach Plänen des Wiener Stadtbauamtes unter Beteiligung des Architekten Johann Nepomuk Scheiringer auf dem Grundstück des ältesten Teils des Baumgartner Friedhofes erbaut, der hier von 1786 bis 1896 bestand.
Bis 1918 beherbergte es unter anderem das Landwehr-Ergänzungsbezirkskommando Nr. 1 und den Stab des k.k. Landwehr Infanterie Regiments „Wien“ Nr. 1.

### Nutzungen als Kranken- und Pflegeanstalt
In der Zwischenkriegszeit wurde der Komplex von der Stadt Wien selbst zwischen 1919 und 1923 als Malaria-Spital genutzt.
Unter dem Stadtrat für das Sozial- und Gesundheitswesen Doktor Julius Tandler folgte 1922 die Umwandlung in das Versorgungsheim Baumgarten für 1.100 Personen.
Während des Zweiten Weltkrieges war hier ein dem damaligen Rainerspital angeschlossenes Lazarett untergebracht.
Nach dem Kriegsende nutzte ursprünglich die Rote Armee und danach die französische Besatzungsmacht den Gebäudekomplex.
Schon 1946 wurde die Anlage dank des Einsatzes des früheren Leiters wieder als Altersheim verwendet. 1958 beschloss der Wiener Gemeinderat, dass an das Altersheim angrenzende Sankt Rochusspital in der Cumberlandstraße 53 entsprechend zu adaptieren und als Krankenabteilung zu nutzen.
Die Eröffnung als Sankt-Rochus-Heim durch Bürgermeister Franz Jonas erfolgte am 27. Mai 1961.
1976 erfolgte die Umwidmung in ein Pflegeheim und 2001 in ein Geriatriezentrum.

## Geriatriezentrum Baumgarten / Pflegewohnhaus
Das Geriatriezentrum Baumgarten hat vier innere Abteilungen, sowie eine eigene Physiotherapie und Ergotherapie, Röntgen und Labor. Das Geriatriezentrum Baumgarten wird heute vom Wiener Krankenanstaltenverbund geführt.
Im Jahr 2001 war das Pflegeheim Baumgarten mit 956 Betten das zweitgrößte Geriatriezentrum Wiens und auch von Österreich. 34 Ärzte und 518 Krankenpfleger betreuten die Patienten.
Im September 2010 erfolgte die Übersiedlung des Pavillon 2 des Geriatriezentrums Baumgarten in das Pflegewohnhaus Leopoldstadt.
Der Spatenstich für das neue Pflegewohnhaus Baumgarten mit sozialmedizinischer Betreuung war im April 2011.
Im Mai 2014 übersiedelten Bewohnerinnen und Bewohnern aus den Geriatriezentren Baumgarten und Wienerwald in das Pflegewohnhaus Baumgarten mit sozialmedizinischer Betreuung.
Das Pflegewohnhaus Baumgarten bietet Platz für 314 pflegebedürftige Menschen in modernen Ein- und Zweibettzimmern im Wohnbereich. 